# Mendoza, a dagi kutya
A Mendoza, a dagi kutya (angolul Fat Dog Mendoza) brit-amerikai rajzfilmsorozat volt, amelyet Scott Musgrove készített a Boomerang megrendelésére. Ez az első koprodukcióban készült sorozat, melyet a Boomerang készíttetett a Cartoon Network számára.
A műsor a Dark Horse Comics ugyanilyen című képregényén alapul.

## Cselekmény
A műsor egy súlyosan elhízott kutyáról és egy fiúról szól, akik különféle kalandokba keverednek a szomszédságukban. A bűnre vadásznak, és az igazságot keresik, de minden alkalommal kudarcot vallanak, humoros módon.

## Közvetítés
A műsort 1998-tól 2011-ig vetítette a Cartoon Network. 2 évadot élt meg 26 epizóddal. 30 perces egy epizód.
A sorozatot a Cartoon Network vetítette a Boomerang megbízásából.